# لاميون مقدوني
لاميون مقدوني (الاسم العلمي:Lamium garganicum subsp. garganicum مرادف: Lamium macedonicum) هو نويع من النباتات يتبع نوع اللاميون الغارغاني من جنس اللاميون.